# 1834 en photographie
| Années de la photographie : 1831 - 1832 - 1833 - 1834 - 1835 - 1836 - 1837    |
| Décennies de la photographie : 1800 - 1810 - 1820 - 1830 - 1840 - 1850 - 1860 |

Cet article présente les faits marquants de l'année 1834 en photographie.

## Événements
- 21 janvier : premier emploi connu du terme photographie au sens de « technique de représentation de la réalité et de reproduction d'images à l'aide de procédés fondés sur des réactions chimiques à la lumière et de moyens optiques » dans les Carnets d'Hercule Florence[1],[2].

## Naissances
- 23 janvier : Alfonso Begué, photographe espagnol, mort le 31 octobre 1865.
- 26 mars : Hermann Wilhelm Vogel, chimiste et photographe allemand, un des plus importants scientifiques du XIXe siècle dans le domaine de la photographie, mort le 17 décembre 1898.
- 30 avril : Albrecht Meydenbauer, ingénieur et photographe allemand, inventeur avec Aimé Laussedat de la photogrammétrie, mort le 15 novembre 1921.
- 8 mai : Camille Silvy, photographe français, mort le 2 février 1910.
- 23 mai : Émile Garreaud, photographe français actif au Pérou et au Chili, mort en 1875.
- 24 juin : Clément Sans, photographe français, mort le 29 juillet 1911.
- 26 juin : Walter Bentley Woodbury, inventeur et photographe britannique, actif en Australie et aux Indes orientales néerlandaises (actuelle Indonésie), mort le 5 septembre 1885.
- 2 septembre : Giorgio Sommer, photographe allemand installé en Italie, mort le 7 août 1914.
- 5 septembre : Émile Placet, photographe français, mort le 12 décembre 1912.
- 18 septembre : Giuseppe Incorpora, photographe italien, mort le 14 août 1914.
- 25 septembre : Désiré van Monckhoven, , chimiste et physicien belge, inventeur dans le domaine de la chimie photographique et pionnier de l'astrophotographie, mort le 25 septembre 1882.
- 19 octobre : Jacob Olie, photographe belge, mort le 25 avril 1905.
- 30 octobre : Samuel Bourne, employé de banque et photographe britannique, actif en Inde, mort le 24 avril 1912.
- 1er novembre : Armand Dandoy, photographe belge, mort le 14 juillet 1898.
- Date précise non renseignée ou inconnue :
  - Thereza Dillwyn Llewelyn, astronome galloise et pionnière de la photographie scientifique, morte le 21 février 1926.
  - Pietro Marubi, photographe albanais, mort en 1903.